# Rhabdomastix lurida
Rhabdomastix lurida là một loài ruồi trong họ Limoniidae. Chúng phân bố ở miền Cổ bắc.